# Tucker Wetmore
Tucker Wetmore ist ein amerikanischer Singer-Songwriter im Genre der Country-Musik.

## Frühes Leben und Ausbildung
Wetmore wuchs in Kalama, Washington, auf und machte 2018 seinen Abschluss an der Kalama High School. Während der High School brachte er sich selbst das Klavierspielen bei. Er spielte Football an der Montana Technological University, wo er Wirtschaft und Informationstechnologie als Hauptfach studierte.

## Karriere
Nachdem eine Verletzung seine Football-Karriere beendete, wandte sich Wetmore der Musik zu und zog 2020 nach Nashville um. Seine Debütsingle „Kiss My A$$“ wurde 2021 veröffentlicht, gefolgt von den Singles „Another Shot“ und „She’s Trouble“.
Im Jahr 2023 unterschrieb Wetmore bei Back Blocks Music. Die 2024 erschienene Single „Wine into Whiskey“ markierte sein Debüt in den Billboard Hot 100 und Hot Country Songs Charts.

## Diskografie

### Alben
| Jahr | Titel             | Höchstplatzierung, Gesamtwochen, AuszeichnungChartplatzierungen (Jahr, Titel, Platzierungen, Wochen, Auszeichnungen, Anmerkungen) | Höchstplatzierung, Gesamtwochen, AuszeichnungChartplatzierungen (Jahr, Titel, Platzierungen, Wochen, Auszeichnungen, Anmerkungen) | Anmerkungen                           |
| Jahr | Titel             | US | Country | Anmerkungen                           |
| ---- | ----------------- | --- | --- | ------------------------------------- |
| 2024 | Waves on a Sunset | US87 (14 Wo.)US | Country18 (… Wo.)Country | Erstveröffentlichung: 4. Oktober 2024 |
| 2025 | What Not To       | US15 Gold · (… Wo.)US | Country4 (… Wo.)Country | Erstveröffentlichung: 25. April 2025  |

### Singles
| Jahr | Titel Album                           | Höchstplatzierung, Gesamtwochen, AuszeichnungChartplatzierungen (Jahr, Titel, Album, Platzierungen, Wochen, Auszeichnungen, Anmerkungen) | Höchstplatzierung, Gesamtwochen, AuszeichnungChartplatzierungen (Jahr, Titel, Album, Platzierungen, Wochen, Auszeichnungen, Anmerkungen) | Anmerkungen                            |
| Jahr | Titel Album                           | US | Country | Anmerkungen                            |
| ---- | ------------------------------------- | --- | --- | -------------------------------------- |
| 2024 | Wine Into Whiskey Waves on a Sunset   | US68 Platin · (20 Wo.)US | Country16 (20 Wo.)Country | Erstveröffentlichung: 23. Februar 2024 |
| 2024 | Wind Up Missin’ You Waves on a Sunset | US31 ×2Doppelplatin · (43 Wo.)US | Country11 (… Wo.)Country | Erstveröffentlichung: 29. März 2024    |
| 2025 | 3,2,1 What Not To                     | US97 (… Wo.)US | Country28 (… Wo.)Country | Erstveröffentlichung: 21. Februar 2025 |

Weitere Singles
- 2021: Kiss My A$$
- 2021: Another Shot
- 2021: She’s Trouble

## Auszeichnungen für Musikverkäufe
| Goldene Schallplatte - Kanada - 2025: für das Album What Not To - 2025: für das Album Waves on a Sunset |

Anmerkung: Auszeichnungen in Ländern aus den Charttabellen bzw. Chartboxen sind in ebendiesen zu finden.
| Land/RegionAuszeichnungen für Musikverkäufe (Land/Region, Auszeichnungen, Verkäufe, Quellen) | Gold     | Platin     | Verkäufe  | Quellen         |
| -------------------------------------------------------------------------------------------- | -------- | ---------- | --------- | --------------- |
| Kanada (MC)                                                                                  | 2× Gold2 | —          | 80.000    | musiccanada.com |
| Vereinigte Staaten (RIAA)                                                                    | Gold1    | 3× Platin3 | 3.500.000 | riaa.com        |
| Insgesamt                                                                                    | 3× Gold3 | 3× Platin3 |           |                 |